# لينا كريستنسن
لينا كريستنسن (بالتايلندية: ลีน่า คริสเตนเซ่น)‏ هي ممثلة تايلندية، ولدت في 2 ديسمبر 1978 بمحافظة ساموت براكان في تايلاند.

## وصلات خارجية
- لينا كريستنسن على موقع IMDb (الإنجليزية)
- لينا كريستنسن على موقع قاعدة بيانات الفيلم (الإنجليزية)